# Crateroscelis
Crateroscelis is een geslacht van vogels uit de familie Australische zangers (Acanthizidae). De soorten zijn verplaatst naar het geslacht Origma.